# Паркер (солнечный зонд)

Траектория полёта

Со́лнечный зонд «Па́ркер» (англ. Parker Solar Probe, ранее также Solar Probe, Solar Probe Plus или Solar Probe+) — автоматический космический аппарат НАСА для изучения внешней короны Солнца. Запущен 12 августа 2018 года с мыса Канаверал. Назван в честь американского астрофизика Юджина Паркера, в 1958 году предсказавшего существование солнечного ветра. 24 декабря 2024 года зонд приблизился к «поверхности» Солнца (фотосфере) на рекордное расстояние 8,8 радиуса Солнца (6,1 млн км, или 0,04 а. е.).
По состоянию на 2025 год солнечный зонд «Паркер» является самым быстрым искусственным объектом, созданным человеком. Им была достигнута гелиоцентрическая скорость 692 000 км/ч (192 км/с), составляющая 0,064% от скорости света.

## Солнечный зонд НАСА
Проект НАСА «Солнечный зонд Паркер» — это продолжение запуска автоматических космических аппаратов, которые приблизятся к поверхности Солнца на расстояние до десяти солнечных радиусов. Это значительно ближе, чем все аппараты, которые когда-либо направлялись к светилу. Этот проект (также известный под названием «Solar Probe+» или «Solar Probe Plus») был заявлен как начало новой миссии в финансовом бюджете на 2009 год. Стоимость аппарата — 1,5 млрд долларов.
Научная координация проекта возложена на Лабораторию прикладной физики университета имени Джонса Хопкинса в Мериленде (США). На 1 мая 2008 года эта лаборатория доложила о разработке и строительстве космического аппарата. При облёте Солнца скорость зонда в перигелии может достигать 700 000 км/ч (194 км/с).
Зонд «Паркер» был запущен 12 августа 2018 года с мыса Канаверал (после переноса старта на сутки). Юджин Паркер (его возраст на этот момент был 91 год) был на месте запуска и попрощался с «Паркером».

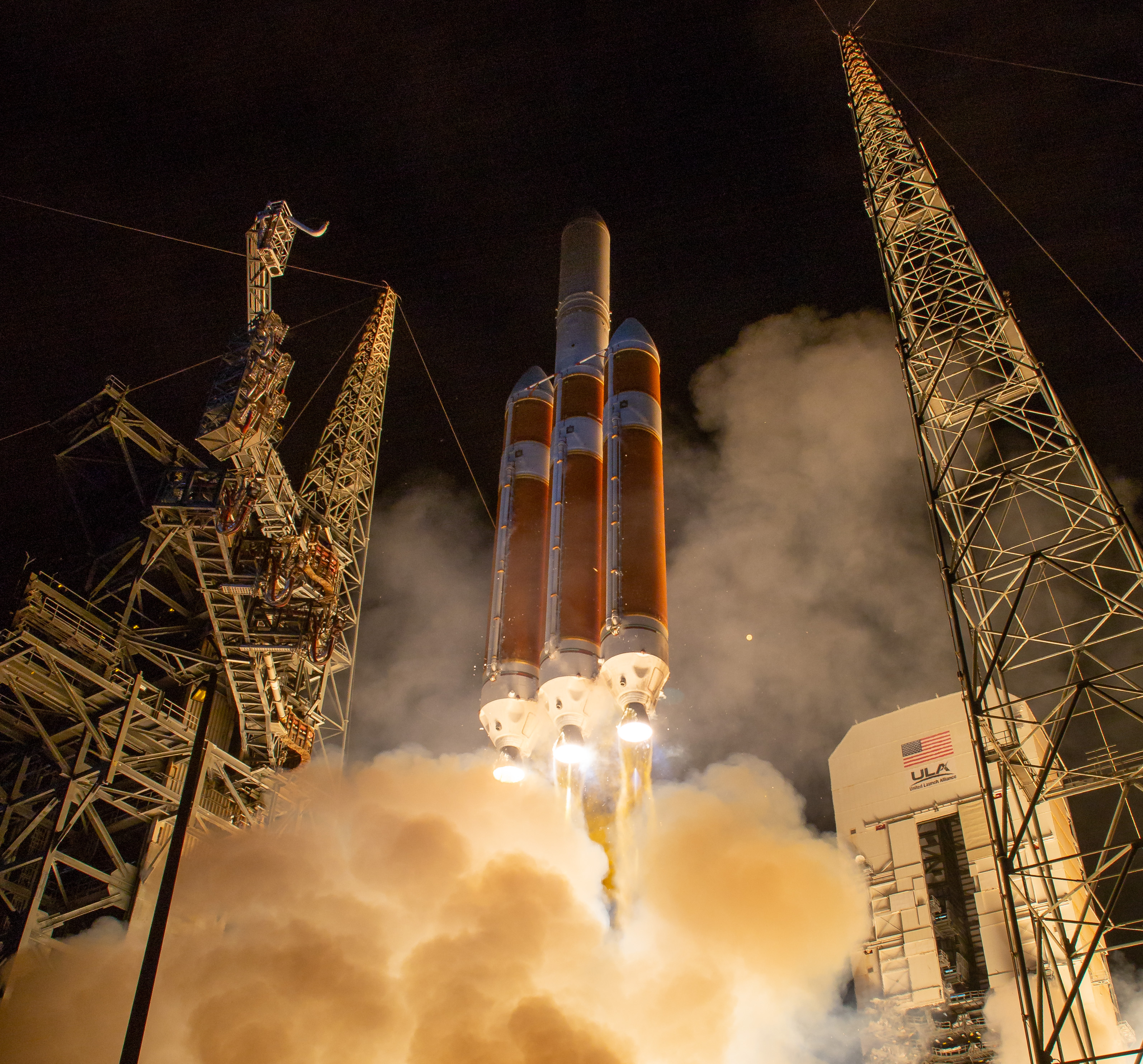
Запуск Parker Solar Probe ракетой-носителем Delta IV Heavy с мыса Канаверал 12 августа 2018 года

## Научные задачи
- Определение структуры и динамики магнитных полей в источниках солнечного ветра.
- Выявление уровня энергии, испускаемой короной Солнца, и ускорения солнечного ветра.
- Определение того, какие механизмы ускоряют и переносят энергетические частицы.
- Изучение частиц плазмы около Солнца и их воздействие на солнечный ветер и образование энергетических частиц[14].
- Изучение солнечных волн Альвена[15].

### Исследования
Для достижения поставленных научных задач, будут проведены пять основных экспериментов исследований:
- Электромагнитные поля — в ходе исследования будут получены результаты измерений электрических и магнитных полей, радиоволн, вектора Пойнтинга, плазмы, и температуры электронов. Включает в себя индукционный магнитометр, флюксметр, и пять датчиков напряжения. Главный исследователь — Стюарт Бэйл из Калифорнийского Университета.
- Комплексное научное исследование Солнца — исследование электронов, протонов и тяжёлых ионов. Инструментарий включает в себя EPI-Hi и EPI-Lo[4]. Главный исследователь — Дэвид [4]МакКомас из Принстонского университета.
- Широкоугольный приёмник изображения — этот оптический телескоп будет получать изображения короны и гелиосферы. Главный исследователь — Рассел Ховард из Научно-исследовательской лаборатории ВМС США.
- Альфа-частицы, электроны и протоны солнечного ветра — это исследование подсчитает электроны, протоны и ионы гелия и измерит их свойства, такие как скорость, плотность, температура. Основные инструменты: два электростатических анализатора и Цилиндр Фарадея. Главный исследователь — Джастин Каспер из Мичиганского университета и Смитсоновской астрофизической обсерватории.
- Происхождение гелиосферы — теоретическое и моделированное изучение для максимального результата миссии. Главный исследователь — Марко Вэлли из Калифорнийского университета в Лос-Анджелесе ЛРД.

### Результаты
12 ноября 2019 года команда НАСА, контролирующая аппарат, опубликовала первые научные данные. Опубликованные данные содержат измерения, сделанные во время первых двух пролётов рядом с Солнцем, с 31 октября по 12 ноября 2018 года и с 30 марта по 19 апреля 2019 года, когда космический аппарат находился в пределах 0,25 а. е. от Солнца.
5 июля 2020 года во время третьего пролёта мимо Венеры прибор WISPR зонда «Паркер» выявил в ионном хвосте кометы C/2020 F3 (NEOWISE) вторую компоненту — натриевый ионный хвост. Также во время этого пролёта прибор WISPR, представляющий собой пару телескопов с цифровыми матрицами, сделал снимок Венеры, на котором сквозь облака видна Земля Афродиты, а по самому краю диска Венеры виден яркий светящийся обод.

## План полёта
| Сегодня 2535 день из 2679 дней полёта до последнего запланированного приближения к Солнцу (Перигелий № 26). Перигелий № 26 ожидается через 4 месяца 21 день. Из всего пути: 94,6 % завершено |  |
| \| \| \| |  |
| |  |

Траектория пролёта мимо Венеры

После первого пролёта Венеры зонд выйдет на эллиптическую орбиту с периодом 150 дней (2/3 от периода Венеры), делая три оборота, когда Венера делает два. После второго пролёта период уменьшается до 130 дней. Менее чем через два оборота (198 дней), КА встретится с Венерой в третий раз. Это сократит период до половины венерианского, или около 112,5 дней. На четвёртую встречу период будет составлять 102 дня. Через 237 дней зонд встретит Венеру в пятый раз, и период сократится до 96 дней, 3/7 от венерианского. КА делает семь оборотов, когда Венера делает только три. Шестая встреча, почти через два года после предыдущей, сократит период до 92 дней (2/5 от венерианского). После ещё пяти оборотов, зонд встретится с Венерой в седьмой и последний раз, уменьшая период до 88—89 дней, позволив подойти ближе к Солнцу. Тогда, в перигелии скорость аппарата составит около 700 000 км/ч или 194 км/с.
29 октября 2018 года НАСА сообщило, что зонд Паркер подошёл к Солнцу на рекордное расстояние и побил достижение, установленное аппаратом «Гелиос 2» в 1976 году. Помимо этого, Паркер развил и рекордную скорость относительно Солнца. Ранее эти рекорды составляли 42,73 млн км и 246 960 км/ч соответственно.
5 ноября 2018 года зонд достиг перигелия, где расстояние до Солнца составило 15 млн км, а рекордная скорость — более 343 000 км/ч (более 95 км/с).
29 апреля 2021 года зонд прошёл восьмой перигелий, приблизившись к Солнцу рекордно близко — на расстояние 10,4 млн км (0,07 а. е.) от солнечной поверхности. Гелиоцентрическая скорость зонда превысила 532 тыс. км/ч (147 км/c).
27 сентября 2023 года зонд прошёл семнадцатый перигелий, достигнув нового рекорда по приближению к Солнцу: расстояние от солнечной поверхности уменьшилось до 7,26 млн км. Гелиоцентрическая скорость тоже побила рекорд, составив 635 277 км/час (176,47 км/сек).
24 декабря 2024 года зонд вышел на орбиту с перигелием 6,1 млн км от солнечной поверхности. Теплозащитный экран зонда может разогреваться в перигелии до 1370 °C, то есть примерно в три раза больше, чем температура на освещённой Солнцем стороне Меркурия.
По плану миссии «Паркер» останется на той же орбите и ещё дважды пролетит мимо Солнца в 2025 году (в марте и июне), но новых рекордов он уже не поставит. Возможно, его работу удастся продлить, если зонд останется в строю после 24-го сближения.

График скорости и расстояния от Солнца зонда от запуска до 2026 года. Обозначения: ①{color

| Год  | События                 | События                                               | События                                               | События                                               | События                 | События                                           | События                                           | События                  | События                                              | События                                              | События                                           | События                                                            | События                                                            | События                                                            |
| Год  | Январь                  | Февраль                                               | Март                                                  | Апрель                                                | Май                     | Июнь                                              | Июль                                              | Август                   | Сентябрь                                             | Октябрь                                              | Ноябрь                                            | Декабрь                                                            |                                                                    |                                                                    |
| ---- | ----------------------- | ----------------------------------------------------- | ----------------------------------------------------- | ----------------------------------------------------- | ----------------------- | ------------------------------------------------- | ------------------------------------------------- | ------------------------ | ---------------------------------------------------- | ---------------------------------------------------- | ------------------------------------------------- | ------------------------------------------------------------------ | ------------------------------------------------------------------ | ------------------------------------------------------------------ |
| 2018 |                         |                                                       |                                                       |                                                       |                         |                                                   |                                                   | 12 августа Запуск        | 28 сентября Первый пролёт у Венеры (период 150 дней) | 28 сентября Первый пролёт у Венеры (период 150 дней) | 6 ноября Перигелий № 1                            | 6 ноября Перигелий № 1                                             |                                                                    |                                                                    |
| 2019 |                         |                                                       | 31 марта Перигелий № 2                                | 31 марта Перигелий № 2                                |                         |                                                   |                                                   | 28 августа Перигелий № 3 | 28 августа Перигелий № 3                             |                                                      |                                                   | 21 декабря Второй пролёт у Венеры (период 130 дней)                | 21 декабря Второй пролёт у Венеры (период 130 дней)                | 21 декабря Второй пролёт у Венеры (период 130 дней)                |
| 2020 | 24 января Перигелий № 4 | 24 января Перигелий № 4                               |                                                       |                                                       |                         | 2 июня Перигелий № 5                              | 2 июня Перигелий № 5                              |                          | 22 сентября Перигелий № 6                            | 22 сентября Перигелий № 6                            |                                                   |                                                                    |                                                                    |                                                                    |
| 2020 |                         |                                                       |                                                       |                                                       |                         | 6 июля Третий пролёт у Венеры (период 112,5 дней) |                                                   |                          |                                                      |                                                      |                                                   |                                                                    |                                                                    |                                                                    |
| 2021 | 13 января Перигелий № 7 | 13 января Перигелий № 7                               |                                                       | 24 апреля Перигелий № 8                               | 24 апреля Перигелий № 8 |                                                   |                                                   | 5 августа Перигелий № 9  | 5 августа Перигелий № 9                              |                                                      | 16 ноября Перигелий № 10                          | 16 ноября Перигелий № 10                                           |                                                                    |                                                                    |
| 2021 |                         | 16 февраля Четвёртый пролёт у Венеры (период 102 дня) | 16 февраля Четвёртый пролёт у Венеры (период 102 дня) | 16 февраля Четвёртый пролёт у Венеры (период 102 дня) |                         |                                                   |                                                   |                          |                                                      | 11 октября Пятый пролёт у Венеры (период 96 дней)    | 11 октября Пятый пролёт у Венеры (период 96 дней) | 11 октября Пятый пролёт у Венеры (период 96 дней)                  |                                                                    |                                                                    |
| 2022 |                         | 25 февраля Перигелий № 11                             | 25 февраля Перигелий № 11                             |                                                       | 31 мая Перигелий № 12   | 31 мая Перигелий № 12                             |                                                   |                          | 6 сентября Перигелий № 13                            | 6 сентября Перигелий № 13                            |                                                   | 11 декабря Перигелий № 14                                          | 11 декабря Перигелий № 14                                          |                                                                    |
| 2023 |                         |                                                       | 17 марта Перигелий № 15                               | 17 марта Перигелий № 15                               |                         | 22 июня Перигелий № 16                            | 22 июня Перигелий № 16                            |                          | 27 сентября Перигелий № 17                           | 27 сентября Перигелий № 17                           |                                                   | 29 декабря Перигелий № 18                                          | 29 декабря Перигелий № 18                                          |                                                                    |
| 2023 |                         |                                                       |                                                       |                                                       |                         |                                                   | 16 августа Шестой пролёт у Венеры (период 92 дня) |                          |                                                      |                                                      |                                                   |                                                                    |                                                                    |                                                                    |
| 2024 |                         |                                                       | 30 марта Перигелий № 19                               | 30 марта Перигелий № 19                               |                         | 30 июня Перигелий № 20                            | 30 июня Перигелий № 20                            |                          | 30 сентября Перигелий № 21                           | 30 сентября Перигелий № 21                           |                                                   | 24 декабря Перигелий № 22 Максимально близкое приближение к Солнцу | 24 декабря Перигелий № 22 Максимально близкое приближение к Солнцу | 24 декабря Перигелий № 22 Максимально близкое приближение к Солнцу |
| 2024 |                         |                                                       |                                                       |                                                       |                         |                                                   |                                                   |                          |                                                      | 6 ноября Седьмой пролёт у Венеры (период 88 дней)    |                                                   |                                                                    |                                                                    |                                                                    |
| 2025 |                         |                                                       | 22 марта Перигелий № 23                               | 22 марта Перигелий № 23                               |                         | 19 июня Перигелий № 24                            | 19 июня Перигелий № 24                            |                          | 15 сентября Перигелий № 25                           | 15 сентября Перигелий № 25                           |                                                   | 12 декабря Перигелий № 26                                          | 12 декабря Перигелий № 26                                          |                                                                    |

## Документалистика
- Документальный фильм. Производство Thoroughly Modern Media для National Geografic. NGC Network US, LLC. 2018 г. (13 июня 2019). Миссия полёта к Солнцу (англ. Mission to the Sun).  43 мин. ГТРК «Культура». {{cite episode}}: |series= пропущен или пуст (справка); Внешняя ссылка в |credits= (справка)